# Fancy (Iggy Azalea)
Fancy è un singolo della rapper australiana Iggy Azalea, pubblicato il 17 febbraio 2014 come quinto estratto dal primo album in studio The New Classic.
Il singolo ha debuttato alla 5ª posizione della classifica britannica ed è il primo singolo della rapper ad essere entrato nella top 5. Ha riscosso notevole successo anche negli Stati Uniti, riuscendo a raggiungere la prima posizione della Billboard Hot 100.
Il brano ha ricevuto due nomination ai Grammy Awards 2015 come registrazione dell'anno e come miglior interpretazione pop di un duo.

## Pubblicazione e promozione
Il 5 dicembre 2013 fu pubblicato uno snippet di una canzone di Iggy Azalea, dal titolo Leave It. In seguito la cantante rivelò che in settimana sarebbe uscita una canzone in collaborazione con Charli XCX, chiamata Fancy. La canzone fu trasmessa per la prima volta dall'emittente BBC Radio 1 Extra il 6 febbraio, e subito dopo fu rivelato che la canzone dal titolo Leave It era in realtà Fancy.
Dopo la pubblicazione, la cantante ha eseguito la canzone in vari show statunitensi, come ai Billboard Music Award il 18 maggio 2014, o al Jimmy Kimmel Live!.

## Video musicale
Il video musicale è stato girato a Los Angeles a febbraio 2014, ed è un remake delle scene più classiche del film Ragazze a Beverly Hills.
Inoltre è stato girato nella stessa scuola dove è stato girato il film. Durante le riprese del video Charli e Iggy si incontrarono per la prima volta.

## Tracce
1. Fancy (feat. Charli XCX) – 3:19
2. Fancy (feat. Charli XCX) (Massappeals Remix) – 3:42
3. Fancy (feat. Charli XCX) (Video musicale) – 3:21

## Successo commerciale
Negli Stati Uniti la canzone è arrivata alla numero 1 della classifica, diventando la prima canzone di Iggy Azalea ad arrivare alla prima posizione. Inoltre è la seconda canzone di Charli XCX ad arrivare in top 10, dopo I Love It, cantata insieme al gruppo svedese Icona Pop, e la prima alla numero 1.
Iggy Azalea si è distinta per essere la prima artista, dai tempi dei The Beatles, ad avere le prime due hit nella Billboard Hot 100 rispettivamente al primo (con Fancy), e al secondo posto (con Problem). Fancy, alla data del 28 maggio 2014, ha venduto oltre 7 000 000 copie negli Stati Uniti.
Nel Regno Unito, Fancy è diventata la canzone di Iggy Azalea più di successo, debuttando al quinto posto della Official Singles Chart con 38 320 copie.

## Classifiche

### Classifiche settimanali
| Classifica (2014) | Posizione massima |
| ----------------- | ----------------- |
| Australia         | 5                 |
| Austria           | 46                |
| Belgio (Fiandre)  | 59                |
| Belgio (Vallonia) | 25                |
| Canada            | 1                 |
| Danimarca         | 36                |
| Francia           | 21                |
| Germania          | 51                |
| Giappone          | 94                |
| Irlanda           | 13                |
| Italia            | 66                |
| Nuova Zelanda     | 1                 |
| Paesi Bassi       | 29                |
| Regno Unito       | 5                 |
| Repubblica Ceca   | 11                |
| Slovacchia        | 16                |
| Spagna            | 86                |
| Stati Uniti       | 1                 |
| Svezia            | 23                |
| Svizzera          | 47                |

### Classifiche di fine anno
| Classifica (2014) | Posizione |
| ----------------- | --------- |
| Australia         | 12        |
| Canada            | 11        |
| Nuova Zelanda     | 16        |
| Paesi Bassi       | 71        |
| Regno Unito       | 31        |
| Stati Uniti       | 4         |
| Svezia            | 85        |

### Classifiche di fine decennio
| Classifica (2010-19) | Posizione |
| -------------------- | --------- |
| Stati Uniti          | 62        |

### Classifiche di tutti i tempi
| Classifica (1958-2018) | Posizione |
| ---------------------- | --------- |
| Stati Uniti            | 353       |